# Leones (Sullana)
Leones es un caserío peruano ubicado en el distrito de Lancones, perteneciente a la provincia de Sullana del departamento de Piura, al norte del Perú. 

## Ubicación
Leones se ubica al noreste de la provincia de Sullana, en el distrito de Lancones, en el departamento de Piura.

## Demografía
En 2017 Leones tenía una población de 138 habitantes.
| Gráfica de evolución demográfica de Leones entre 1993 y 2017 |
|                                                              |
| Fuentes: Población 1993 y 2017                               |